# Pseudanophthalmus intermedius
Pseudanophthalmus intermedius är en skalbaggsart som beskrevs av Valentine. Pseudanophthalmus intermedius ingår i släktet Pseudanophthalmus och familjen jordlöpare. Inga underarter finns listade i Catalogue of Life.